# Państwo Miecława
Państwo Miecława – państwo utworzone w pierwszej połowie XI wieku przez byłego urzędnika państwa Piastów – Miecława w okresie kryzysu monarchii wczesnopiastowskiej, po śmierci Mieszka II. 
Państwo Miecława powstało na obszarze Mazowsza, skąd podejmowało próby ekspansji na okoliczne ziemie. Dokładna data utworzenia tego państwa (oraz towarzyszące temu okoliczności) nie jest znana, lecz wydarzenie to prawdopodobnie miało miejsce w drugiej połowie lat 30. XI wieku. Do upadku państwa Miecława doszło w 1047 roku wraz ze śmiercią samego Miecława, którą poniósł na polu bitwy stoczonej z księciem Kazimierzem I Odnowicielem.

## Przed powstaniem państwa
Mazowsze było zamieszkane w okresie wczesnego średniowiecza przez ludność zachodniosłowiańską, którą określa się zbiorczą nazwą Mazowszanie (aczkolwiek nazwy „Mazowsze” i „Mazowszanie” pojawiają się w źródłach znacznie później, a w czasach państwa Miecława i okresie poprzedzającym powstanie tego państwa nie były prawdopodobnie stosowane).
Tereny te stanowiły część państwa Piastów co najmniej od panowania Mieszka I, co znajduje potwierdzenie m.in. w treści dokumentu Dagome iudex. Pozostawały w jego strukturach również w okresie panowania Bolesława Chrobrego oraz Mieszka II. Dzieje Mazowsza przed włączeniem go w skład monarchii wczesnopiastowskiej nie są udokumentowane źródłowo, jednak niektórzy badacze przyjmują, że było ono jednolite pod względem plemiennym, a ludność posiadała świadomość własnej odrębności od otaczających ją sąsiadów. Ze względu na swoje położenie geograficzne, z dala od głównych ośrodków monarchii wczesnopiastowskiej oraz granic z Czechami, Mazowsze uniknęło w okresie tzw. „buntu ludowego” oraz najazdu księcia czeskiego Brzetysława zniszczeń podobnych do tych, jakich doznała Wielkopolska ani też nie zostało podporządkowane władzy zewnętrznej (Czechom) tak jak Śląsk i prawdopodobnie Małopolska.

## Historia państwa
Miecław był urzędnikiem monarchii wczesnopiastowskiej jeszcze w czasie panowania Mieszka II. Niektórzy badacze przypuszczają, że był on ponadto potomkiem dawnej rodziny książęcej panującej na Mazowszu lub też, że był spokrewniony z członkami rodu Piastów. Nie są to jednak poglądy powszechnie aprobowane.
Po śmierci Mieszka II doszło prawdopodobnie do konfliktu sprawującej opiekę nad Kazimierzem Odnowicielem Rychezy oraz polskich możnych i urzędników monarchii wczesnopiastowskiej, w efekcie czego została ona wypędzona z kraju. Przyjmuje się, że dopiero następnie, po pewnym czasie doszło do kolejnego konfliktu możnych, tym razem już z samym Kazimierzem I Odnowicielem. Rezultatem było wygnanie młodego władcy Polski. Wkrótce potem doszło do wystąpień ludności przeciwko Kościołowi i walk wewnętrznych w Polsce, wreszcie w 1038 lub 1039 roku do najazdu czeskiego księcia Brzetysława. Nie jest jasna rola Miecława w tych wydarzeniach. Przyjmuje się, że Miecław nie był inicjatorem wygnania Rychezy i Kazimierza Odnowiciela z kraju, prawdopodobnie jednak nie przeciwdziałał tym wydarzeniom, lecz je popierał. W tym okresie sprawował on jednak władzę na terenach Mazowsza, które następnie stało się ośrodkiem stworzonego przez niego państwa.
Istnieją rozbieżności w historiografii, od kiedy władza sprawowana przez Miecława nad terenami Mazowsza była niezależna, a także czy państwo Miecława zmierzało do podporządkowania sobie całości ziem monarchii wczesnopiastowskiej, czy też miało ograniczać się jedynie do ich części. Wśród badaczy nie ma również zgody co do stosunków wyznaniowych w państwie Miecława. Część z nich przyjmuje, że w państwie Miecława powrócono do wierzeń pogańskich i wystąpiono przeciwko Kościołowi. Inni z kolei twierdzą, że wręcz przeciwnie, to właśnie państwo Miecława stało się w trudnym okresie kryzysu monarchii wczesnopiastowskiej ośrodkiem popierającym chrześcijaństwo.
Powszechnie przyjmuje się w każdym razie, że z uwagi na chaos wywołany powstaniem ludowym (1038) oraz najazdem czeskim (1038 lub 1039), na Mazowsze przybywało wielu uciekinierów z południa i zachodu przyczyniając się do rozwoju gospodarczego regionu. Anonim zwany Gallem tak opisywał ówczesną sytuację:

Był bowiem pewien człowiek, imieniem Miecław, cześnik i sługa jego ojca Mieszka, a po śmierci tegoż we własnym przekonaniu książę i naczelnik Mazowszan. W tym czasie mianowicie Mazowsze było tak gęsto zaludnione przez Polaków, którzy, jak powiedziano, uciekali tam poprzednio, iż pola roiły się od oraczy, pastwiska od bydła, a miejscowości od mieszkańców

Na terenie państwa Miecława bite były monety, pochodzące najprawdopodobniej z lat 40. XI w. i to w dość znacznej skali o czym świadczy fakt, że do dzisiejszych czasów zachowało się ich co najmniej 45. Monety te nie były przykładami naśladownictwa polegającego na biciu monet podobnych do innych, lecz zawierających mniej kruszcu. Monety te były większe niż przeciętnie spotykane w tamtym okresie. Z zebranych przez historyków danych w tamtym czasie na terenie Mazowsza jedynie Cześnik Mięcław posiadał bogactwo wystarczające do realizacji takiego celu.
W początkowym okresie po powrocie Kazimierza Odnowiciela do Polski (1040 lub 1041) obaj książęta nie toczyli walk, ponieważ dla państwa Miecława problem stanowiły najazdy ruskie, a Kazimierz musiał zabezpieczyć granicę z Czechami. W celu zabezpieczenia swoich granic Miecław prawdopodobnie zawarł przymierze z Prusami, Jaćwingami i Litwinami. Ekspansja Rusi Kijowskiej zagrażała istnieniu państwa Miecława oraz sąsiadujących z nim plemion bałtyjskich. Działania obronne przyniosły początkowo sukcesy i zahamowały rozwój terytorialny Rusi Kijowskiej w tym kierunku. Prawdopodobnie uwikłanie Miecława w walkę z Rusią Kijowską skłoniło władającego nią Jarosława Mądrego do zawarcia sojuszu z Kazimierzem Odnowicielem. Poparcie Rusi Kijowskiej i Niemiec udzielone Kazimierzowi Odnowicielowi w rywalizacji z Miecławem miało kluczowe znaczenie dla jej ostatecznego rozstrzygnięcia.
Dokładny przebieg walk Miecława z Kazimierzem Odnowicielem nie jest znany. Niektórzy autorzy przyjmują, że pierwsze walki miały miejsce już w 1041 roku. W latach 1043–1046 Kazimierz Odnowiciel nie mógł liczyć na pomoc Jarosława, gdyż ten zajęty był wojną z Bizancjum. Czas ten został wykorzystany przez Miecława do zawarcia układu z Pomorzanami i Czechami, najprawdopodobniej w 1045 lub 1046 roku. W zaistniałej sytuacji Kazimierz Odnowiciel postanowił zrzec się swoich praw do Śląska oraz Pomorza, aby móc rozstrzygnąć kwestię mazowiecką. W 1046 roku skończyła się również wojna Rusi Kijowskiej z Bizancjum. W 1047 roku Kazimierz wyprawił się w stronę Mazowsza, Jarosław zaś w kierunku Litwy i Jaćwieży. W wyniku tych działań wojennych doszło do bitwy, w której poległ Miecław, a dowodzone przez niego wojska doznały klęski. Wydarzenia te zakończyły istnienie państwa Miecława.